# 田吸
田吸（前3世纪？—前203年），秦末汉初齐国人。
田吸驻守千乘县（今山东省高青县东）。前203年十月，汉王刘邦的大将军韩信攻破齐都临淄（今山东省淄博市临淄区）。齐王田广逃往高密（今山东省高密市西），派使者向西楚求援。十一月，韩信击败楚将龙且，俘获了田广。派曹参击杀胶东将军田既（今山东省平度市东）。灌婴攻下嬴县（今山东省济南市莱芜区西北）、博县（今山东省泰安市东南），在千乘击败田吸，所率领的士卒斩杀田吸。